# Basaltslag
Basaltslag is gegranuleerde, scherpgepunte steenslag dat wordt afgeslagen van basalt. Het wordt veel gebruikt als slijtlaag op asfaltwegen. Met behulp van een kleeflaag van bitumen wordt het op een bestaande wegverharding gekleefd. Hierdoor wordt de afgesleten en vaak glad geworden oppervlakte van de weg weer ruw en antislip. Ook ontstane scheurtjes door weersinvloeden worden hierdoor gevuld.